# Agyi aneurizma

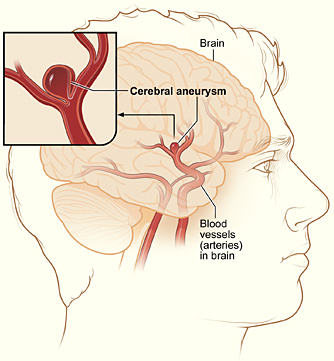
Az agyi aneurizma vázlata

Az agyi aneurizma az agyi erek falának meggyengüléséből eredő kiboltosulás, ami leggyakrabban az agyi artériákban fordul elő. Ha ez az aneurizma megreped, az súlyos, életveszélyes vérzést okozhat az agyban. Az agyi aneurizmák kezelése bonyolult és sürgős orvosi beavatkozást igényelhet.

## Tünetek
Az agyi aneurizma gyakran tünetmentes, amíg meg nem reped. Azonban a megrepedt aneurizma tünetei lehetnek:
- Hirtelen, nagyon erős fejfájás
- Hányinger és hányás
- Nyaki merevség
- Homályos vagy kettős látás
- Fényérzékenység
- Rohamok
- Tudatzavar vagy eszméletvesztés

## Kockázati tényezők
Az agyi aneurizmák kialakulásának esélyét növelő tényezők közé tartoznak:
- Magas vérnyomás
- Dohányzás
- Családi anamnézis
- Bizonyos genetikai rendellenességek
- Fejsérülés
- Drogfogyasztás, különösen kokain vagy amfetamin

## Diagnózis
Az agyi aneurizmákat általában képalkotó vizsgálatokkal diagnosztizálják, mint például:
- CT (komputertomográfia)
- MR (mágneses rezonancia)
- DSA (digitális szubtrakciós angiográfia)

## Kezelés
A kezelés módja az aneurizma méretétől, helyzetétől, valamint a beteg általános egészségi állapotától függ. A lehetséges kezelési módok a következők:
- Megfigyelés: Kisebb aneurizmák esetén, amelyek nem mutatnak növekedési jeleket.
- Sebészeti beavatkozás: Klipek elhelyezése az aneurizma tövéhez, hogy megakadályozzák a vér bejutását.
- Endovaszkuláris kezelés: Katéter segítségével mikrospirálok behelyezése az aneurizmába, hogy elzárják a vér áramlását.

## Megelőzés
A megelőzés érdekében ajánlott a kockázati tényezők csökkentése, például a vérnyomás ellenőrzése, a dohányzás abbahagyása és az egészséges életmód fenntartása.